# SV Stöckheim
Der SV Stöckheim ist ein Sportverein aus dem Braunschweiger Stadtteil Stöckheim in Niedersachsen. Die Vereinsfarben sind Rot und Schwarz.

## Geschichte
Der Verein wurde am 19. Oktober 1955 in Klein Stöckheim (1962 in Stöckheim umbenannt) gegründet.
Ab der Saison 1971/72 nahm der SV Stöckheim als einer der ersten Braunschweiger Vereine mit einer Frauenfußballmannschaft am Spielbetrieb teil. Seinen größten Erfolg errang der SV 1996, als man sich durch einen 4:2-Sieg über den MTV Wohnste die Niedersachsenmeisterschaft sicherte und in die damals zweitklassige Regionalliga Nord aufstieg. Hier schaffte man in der Saison 1996/97 noch den Klassenerhalt, 1998 musste man jedoch wieder absteigen. Zuletzt spielte der SV Stöckheim in der Kreisliga Braunschweig, aktuell (Stand: Saison 2012/13) stellt man keine Frauenmannschaft mehr.
Die erste Herrenmannschaft spielt in der Saison 2021/22 in der 1. Kreisklasse Braunschweig.

## Weitere Abteilungen
Neben der Fußballabteilung gibt es im SV Stöckheim Abteilungen für Badminton, Basketball, Bowling, Handball, Turnen, Tischtennis und Tennis. Die 2008 gegründete Basketballmannschaft des Vereins tritt nach vier Aufstiegen in Folge seit der Saison 2012/13 in der Oberliga Niedersachsen-Ost an.